# Wikipedia tiếng Latinh
Wikipedia tiếng Latinh (tiếng Latinh: Vicipaedia Latina) là phiên bản tiếng Latinh của Wikipedia, một bách khoa toàn thư mở. Phiên bản này đạt được con số 125.669 bài viết vào ngày 12 tháng 12 năm 2016. Vào thời điểm hiện tại, tháng 7 năm 2025, phiên bản này có tổng cộng tất cả 140.000 bài viết. Mặc dù tất cả nội dung đều được viết bằng tiếng Latinh, nhưng trong các cuộc thảo luận, các ngôn ngữ hiện đại như tiếng Anh, tiếng Ý, tiếng Pháp, tiếng Đức và tiếng Tây Ban Nha thường được sử dụng nhiều hơn, vì nhiều thành viên (usores) cho rằng làm thế sẽ dễ dàng hơn là viết bàng tiếng Latinh.
Các chuyên gia tiếng Latinh đã nhận thấy sự tiến bộ dần dần trong bách khoa toàn thư này: theo Robert Gurval tại UCLA, "những bài viết tốt thật sự rất tốt", dù một vài người đóng góp hiện vẫn chưa thể sử dụng ngôn ngữ này một cách hoàn hảo.

## Biểu trưng

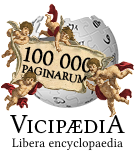
Biểu trưng kỷ niệm bài viết thứ 100.000 tại Wikipedia tiếng Latinh (18 tháng 12 năm 2013)